# Церковь Рождества Пресвятой Богородицы (Измаил)
Церковь Рождества Пресвятой Богородицы — храм Одесской и Измаильской епархии Украинской православной церкви в городе Измаиле. До 1961 года церковь была единоверческой.

## История
Святейший Синод выдал разрешение на открытие единоверческого прихода в Измаиле в начале 1895 года. Богослужения начали проводиться в Свято-Никольской церкви в крепости. 2 октября 1896 года был освящён новый деревянный храм на каменном фундаменте, но уже 7 октября церковь сгорела, вследствие поджога. Весной 1897 года началось строительство нового храма по проекту губернского архитектора Г. С. Лозинского. 16 ноября 1897 года храм освятил епископ Аккерманский Аркадий. Первым настоятелем был протоиерей Елезвой.
В 1961 году храм был закрыт властями и передан школе №5. В 1960-х годах ученики разорили могилу о. Елезвоя, разломав и вытащив крест, а затем выкопали покойника, тело которого оказалось нетленным. О. Елезвой был перезахоронен на городском кладбище, позже снесённом.
В 1998 году храм передан православной общине. В 2000—2007 годах был полностью восстановлен.